# Źródło promieniotwórcze
Źródło promieniotwórcze – substancja promieniotwórcza, urządzenie bądź inny obiekt mogący emitować promieniowanie jonizujące, neutrony lub samą substancję promieniotwórczą. 
Zaklasyfikowanie danego obiektu bądź substancji jako źródło promieniotwórcze zależy od obszaru zainteresowania badacza, energii emitowanego promieniowania, jego rodzaju czy aktywności. Według podanej definicji źródłem promieniotwórczym jest sam człowiek, zawierający średnio ok. 4 kBq potasu-40 w swoim ciele, nie licząc pozostałych (mniej znaczących) nuklidów promieniotwórczych. Praktycznie wszystko pochodzenia naturalnego (skały, powietrze, woda, materia ożywiona) zawiera nuklidy promieniotwórcze. Dlatego też termin źródła promieniotwórczego rezerwuje się zazwyczaj dla specjalnie przygotowanych materiałów o wyższej aktywności niż naturalna, zatem według niektórych definicji źródłem promieniotwórczym jest materiał zawierający zatężone substancje promieniotwórcze, według jeszcze innych to materiał promieniotwórczy specjalnie przygotowany do wykorzystania emitowanego przez nie promieniowania (zazwyczaj jonizującego) w medycynie, przemyśle, nauce, rolnictwie itp.
Do urządzeń jako źródeł promieniotwórczych zaliczyć można np. aparaty rentgenowskie, akceleratory cząstek, reaktory jądrowe. Niektóre emitują promieniowanie jedynie wtedy, gdy są włączone.
Źródła promieniotwórcze w formie ciał wykonanych z substancji promieniotwórczej lub zawierających ją dzielone są pod względem dozymetrycznym na dwie grupy: źródła promieniotwórcze zamknięte oraz otwarte: 
- Źródło zamknięte posiada taką budowę, która w warunkach określonych dla jego stosowania uniemożliwia przedostanie się do środowiska zawartej w nim substancji promieniotwórczej[3].
- Źródłem otwartym jest każde źródło niebędące zamkniętym źródłem promieniotwórczym. Zatopiona szklana rurka zawierająca substancję promieniotwórczą, pomimo zamknięcia powinna być uważana za otwarte źródło promieniowania, gdyż zawsze może nastąpić jej stłuczenie i uwolnienie zawartej w niej substancji do środowiska.

Źródła zamknięte i otwarte charakteryzuje skład izotopowy oraz zawartość poszczególnych radionuklidów, podawana zazwyczaj w formie aktywności.